# Hedi Lang
Pour les articles homonymes, voir Lang.
Hedwige « Hedi » Lang-Gehri, née le 30 octobre 1931 à Uster et morte le 31 mars 2004 à Zollikerberg, est une femme politique suisse. Elle compte parmi les premières femmes à être élues à l'Assemblée fédérale en 1971.
Elle est la deuxième femme à présider le Conseil national après Elisabeth Blunschy, et la première à assumer cette fonction pour une année complète. Elle est également la première femme conseillère d'État en Suisse.

## Biographie

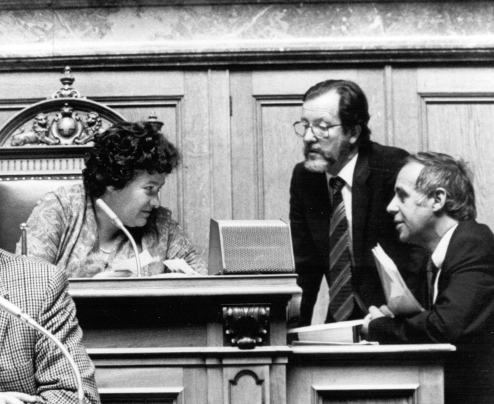
Hedi Lang en conversation avec Jean Ziegler. Au milieu, Jean-Marc Sauvant, secrétaire général de l'Assemblée fédérale.

Hedi Lang est membre du Parti socialiste dès 1961. En 1971, après l'introduction du suffrage féminin, elle est l'une des premières femmes à siéger au Conseil national. Elle y reste jusqu'en 1983. Du 30 novembre 1981 au 29 novembre 1982, elle est présidente du Conseil national.
En 1983, elle est élue au Conseil d'État du canton de Zurich, devenant ainsi la première femme conseillère d'État en Suisse.
Elle est à la tête du département de la justice et de l'intérieur de 1983 à 1991. Par la suite, elle prend la tête du département de l'économie, jusqu'en 1995. Elle est présidente du Conseil d'État à deux reprises : de 1989 à 1990 et de 1994 à 1995. Son engagement en politique est particulièrement axé sur les questions sociales, la politique économique et les droits des femmes.
De 1973 à 1983, elle est présidente de l'Association Pro Familia Suisse.
En 1957, elle épouse Erwin A. Lang.